# Die Braut von Korinth

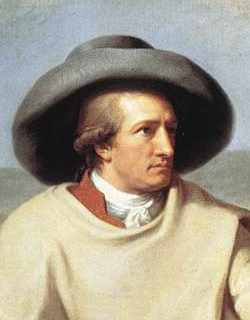
Goethe in der Campagna, Detail aus dem Gemälde von Johann Heinrich Wilhelm Tischbein, 1787

Das Gedicht Die Braut von Korinth ist eine Ballade von Johann Wolfgang von Goethe, die in Goethes und Schillers „Balladenjahr 1797“ verfasst wurde, also nach Goethes Italienischer Reise.
Das Motiv der Ballade stammt aus dem Buch der Wunder des antiken Schriftstellers Phlegon von Tralleis, das im 2. Jahrhundert nach Christus entstand. In dem Buch sammelt dieser Geschichten über Missgeburten, Zwitterwesen, Geistererscheinungen und andere übernatürliche Phänomene seiner Zeit, greift jedoch auch ältere Legenden und Sagen aus dem Volksglauben auf.
In der sogenannten „guten Gesellschaft“ Weimars waren beide zwar bekannt, aber als „anstößig“  verpönt.
Die Ballade Die Braut von Korinth besteht aus 28 Strophen zu je sieben Zeilen.

## Inhalt
Der noch dem alten Glauben anhängende Sohn eines Atheners kommt nach Korinth in das Haus eines Freundes seines Vaters. Diese Freundschaft ging so weit, dass sie einander einst versprochen haben, ihre beiderseitigen Kinder – den Sohn aus Athen und die Tochter aus Korinth – miteinander zu verheiraten. Aber inzwischen ist der Freund aus Korinth mit der ganzen Familie zum Christentum übergewechselt.
Der Sohn aus Athen, gut empfangen und bewirtet in Korinth, ist nach der Reise müde und legt sich angekleidet zum Schlafe nieder, als eine Tochter des Hauses das Zimmer betritt. Sie wird von dem Sohn zu einer heißen Liebesnacht verführt. Aber die Mutter des Hauses „erwischt“ die jungen Leute.
Es zeigt sich, dass das Mädchen ebendiese Tochter ist, die dem jungen Mann versprochen war. Mit dem Übertritt zum Christentum hat die Mutter sich darüber hinweggesetzt und die Tochter zu einem Leben in Keuschheit verpflichtet, worüber diese vor Gram gestorben ist. Jetzt ist sie als Geist mit vampirartigen Zügen zurückgekehrt („noch den schon verlornen Mann zu lieben und zu saugen seines Herzens Blut“). Der junge Mann wird die Begegnung mit ihr nicht überleben, und beide werden im Tod vereint sein. Die letzte Strophe der Ballade lautet:

Höre Mutter, nun die letzte Bitte:
Einen Scheiterhaufen schichte du,
Öffne meine bange kleine Hütte,
Bring in Flammen Liebende zur Ruh.
Wenn der Funke sprüht,
Wenn die Asche glüht,
Eilen wir den alten Göttern zu.

## Versstruktur und Text
Das Gedicht umfasst 28 Strophen. Das Reimschema jeder Strophe lautet ABABCCB. Dabei sind die mit A und B bezeichneten Zeilen fünfhebige Trochäen, die Zeilen C hingegen dreihebige Trochäen. Die Zeilen A enden weiblich, die Zeilen B und C männlich.

## Interpretationsansatz
Im 18. Jahrhundert wurden Vampire in der allgemeinen Vorstellung als unempfindliche Wesen ohne Emotionen betrachtet. In seinem Werk „Die Braut von Korinth“ stellt Johann Wolfgang von Goethe jedoch eine signifikante Abweichung von diesem gängigen Paradigma dar. In der Literatur wird häufig postuliert, dass die Protagonistin der Erzählung, die als Vampir interpretiert wird, über ausgeprägte emotionale Fähigkeiten verfügt und nicht als kalt oder gefühllos charakterisiert wird. Goethe subvertiert somit das vorherrschende gesellschaftliche Bild des Vampirs, indem er ihm eine komplexe emotionale Dimension verleiht, die im Widerspruch zu den konventionellen Darstellungen seiner Zeit steht.

## Rezeption
Im Januar 2009 hat unter dem Motto „... eilen wir den alten Göttern zu“ ein Vortragszyklus an der Universität Frankfurt über die Rezeption der Ballade im Laufe der letzten zweihundert Jahre stattgefunden, mit dem Resümee „widersprüchlich“.